# Битва під Ґемауертгофом
56°26′04″ пн. ш. 23°31′31″ сх. д. / 56.4344° пн. ш. 23.5253° сх. д.

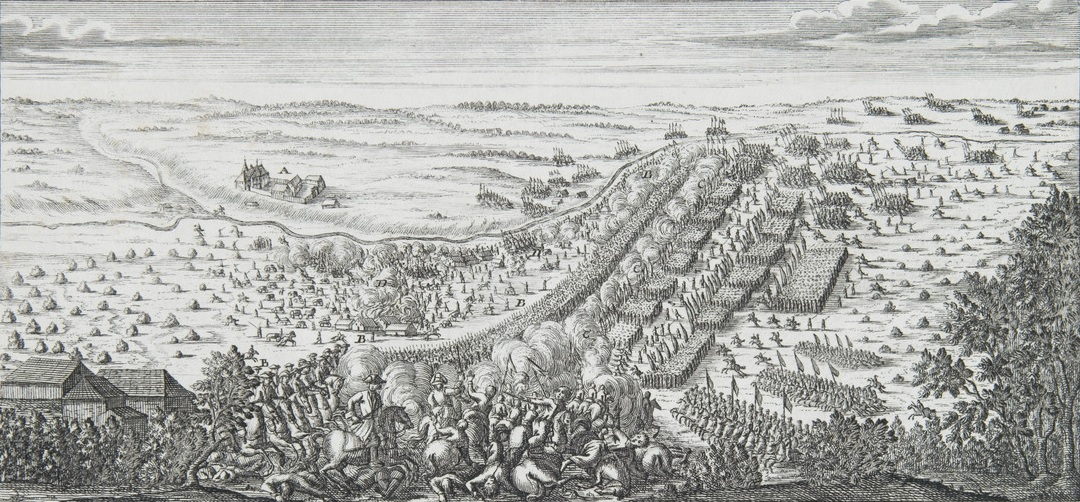

Битва під Ґемауертгофом (швед. Slaget vid Gemauerthof), у російській історіографії відоміша під назвою Битва при Мур-мизі — битва між шведськими військами, що налічували близько 5500 вояків, під командуванням Адама Людвіґа Левенгаупта та московськими військами чисельністю близько 10000 солдатів під командуванням Бориса Петровича Шереметєва в ході Великої Північної війни. Відбулася 26 липня 1705 року (15 липня за старим стилем; 16 липня за шведським календарем) біля села Ґемауертгоф (Мур-миза) в тогочасній шведській Ліфляндії (теперішня Латвія).
Закінчилася нищівною поразкою російських військ.